# آلکتروئون
آلکتروئون (به انگلیسی: Electryon) در اساطیر یونانی، پسر پرسئوس و آندرومده و پادشاه موکنای بود.